# Neuilh
Neuilh (okzitanisch: Nulh) ist eine französische Gemeinde mit 94 Einwohnern (Stand: 1. Januar 2022) im Département Hautes-Pyrénées in der Region Okzitanien (bis 2015 Midi-Pyrénées). Sie gehört zum Arrondissement Bagnères-de-Bigorre und zum Gemeindeverband Haute-Bigorre.

## Geografie
Die Gemeinde Neuilh liegt in der Landschaft Bigorre in den Pyrenäen, etwa in der Mitte zwischen der Stadt Bagnères-de-Bigorre und dem Wallfahrtsort Lourdes und etwa 20 Kilometer südlich von Tarbes. Die Gebirgsbäche im nur 2,39 km² großen Gemeindegebiet von Neuilh entwässern einerseits über die Géline zum Échez, andererseits über den Oussouet, der die östliche Gemeindegrenze bildet, zum Adour. Die Hälfte des Gemeindeareals ist bewaldet. Das Dorf Neuilh liegt auf einem Bergrücken auf 698 m über dem Meer; zur Gemeinde Neuilh gehören noch die Weiler Carrère, Hourclats, Jouambaou, Dart, Sarthé und Barrouquère. Umgeben wird Neuilh von den Nachbargemeinden Astugue im Norden, Labassère im Osten, Germs-sur-l’Oussouet im Süden, Arrodets-ez-Angles im Südwesten sowie Ossun-ez-Angles im Westen.

## Ortsname
Im 12. Jahrhundert trat erstmals der Ortsname Al Casterar de Nulh in Erscheinung. Es folgten die Schreibweisen de Nulh (1313 und 1326), das lateinische de Nuillo (1342) sowie Nulh (1429 und 1760), ehe sich schließlich Ende des 18. Jahrhunderts der heute noch gültige Name Neuilh durchsetzte. Wahrscheinlich geht der Name auf das lateinische Wort nuculum (= kleine Walnuss) zurück.

## Bevölkerungsentwicklung
| Jahr      | 1962 | 1968 | 1975 | 1982 | 1990 | 1999 | 2006 | 2012 | 2021 |
| Einwohner | 101  | 76   | 64   | 57   | 56   | 76   | 98   | 101  | 94   |

Im Jahr 1851 wurde mit 296 Bewohnern die bisher höchste Einwohnerzahl ermittelt. Die Zahlen basieren auf den Daten von cassini.ehess und INSEE.

## Sehenswürdigkeiten

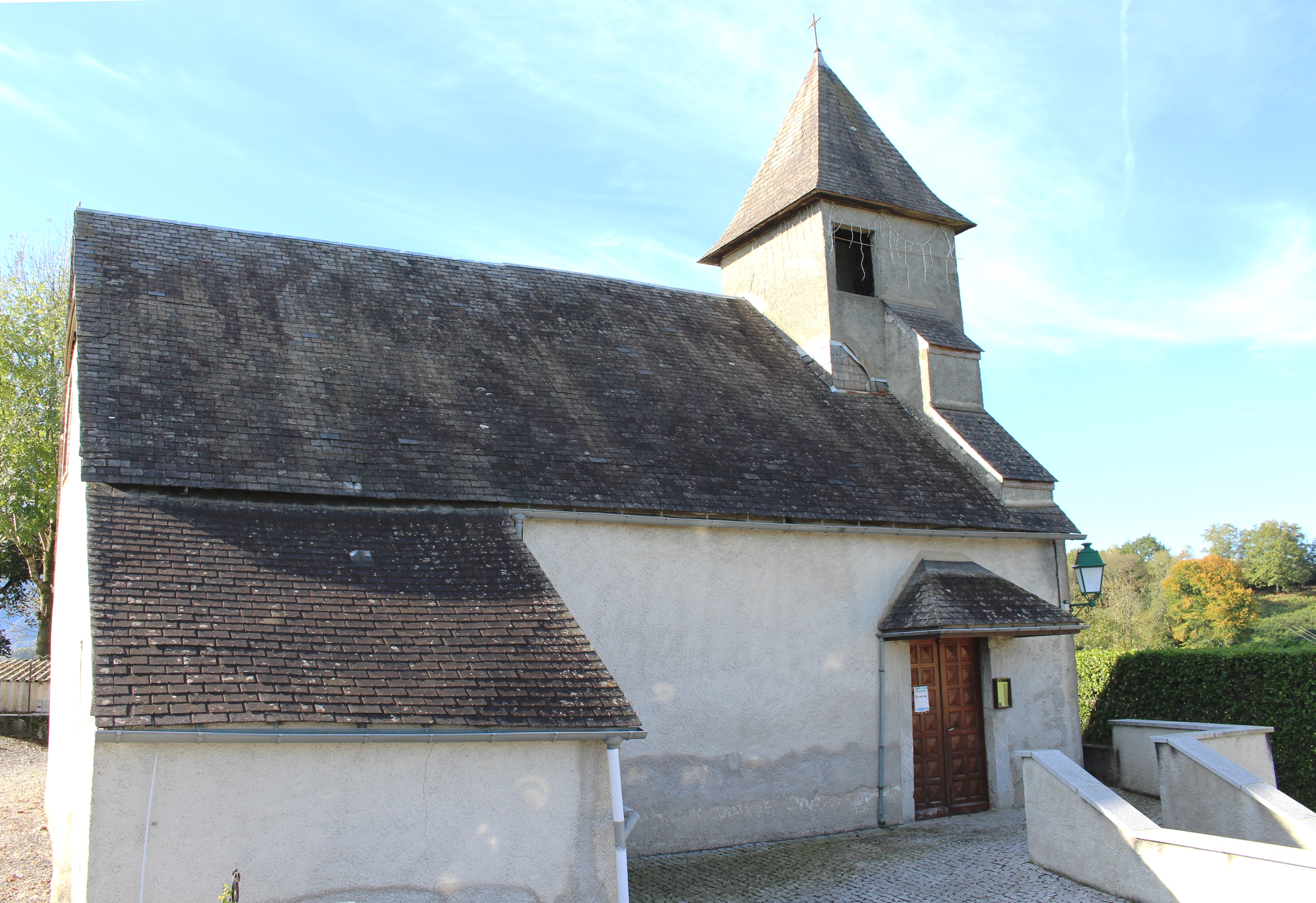
Kirche Saint-Jean
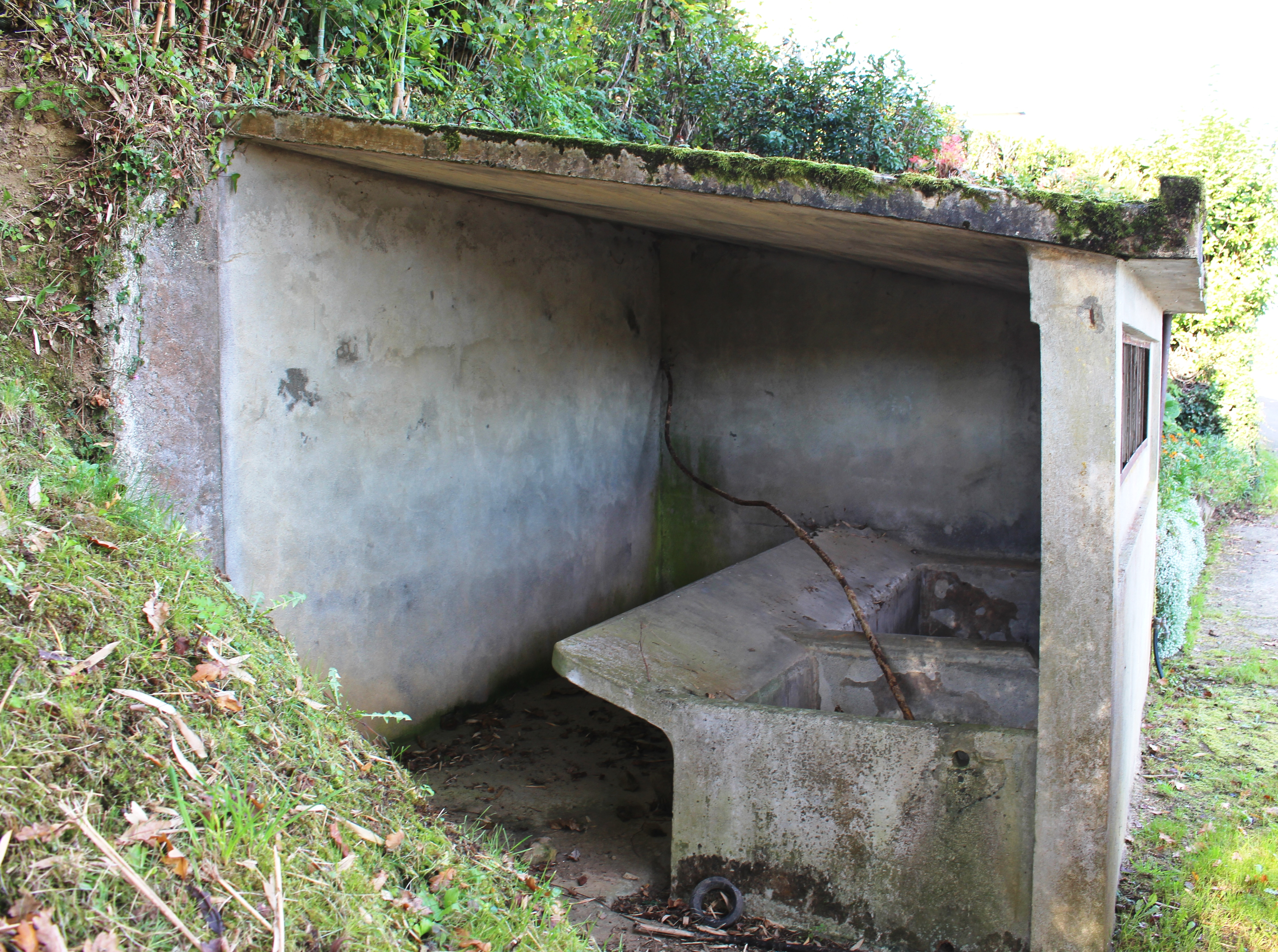
Lavoir
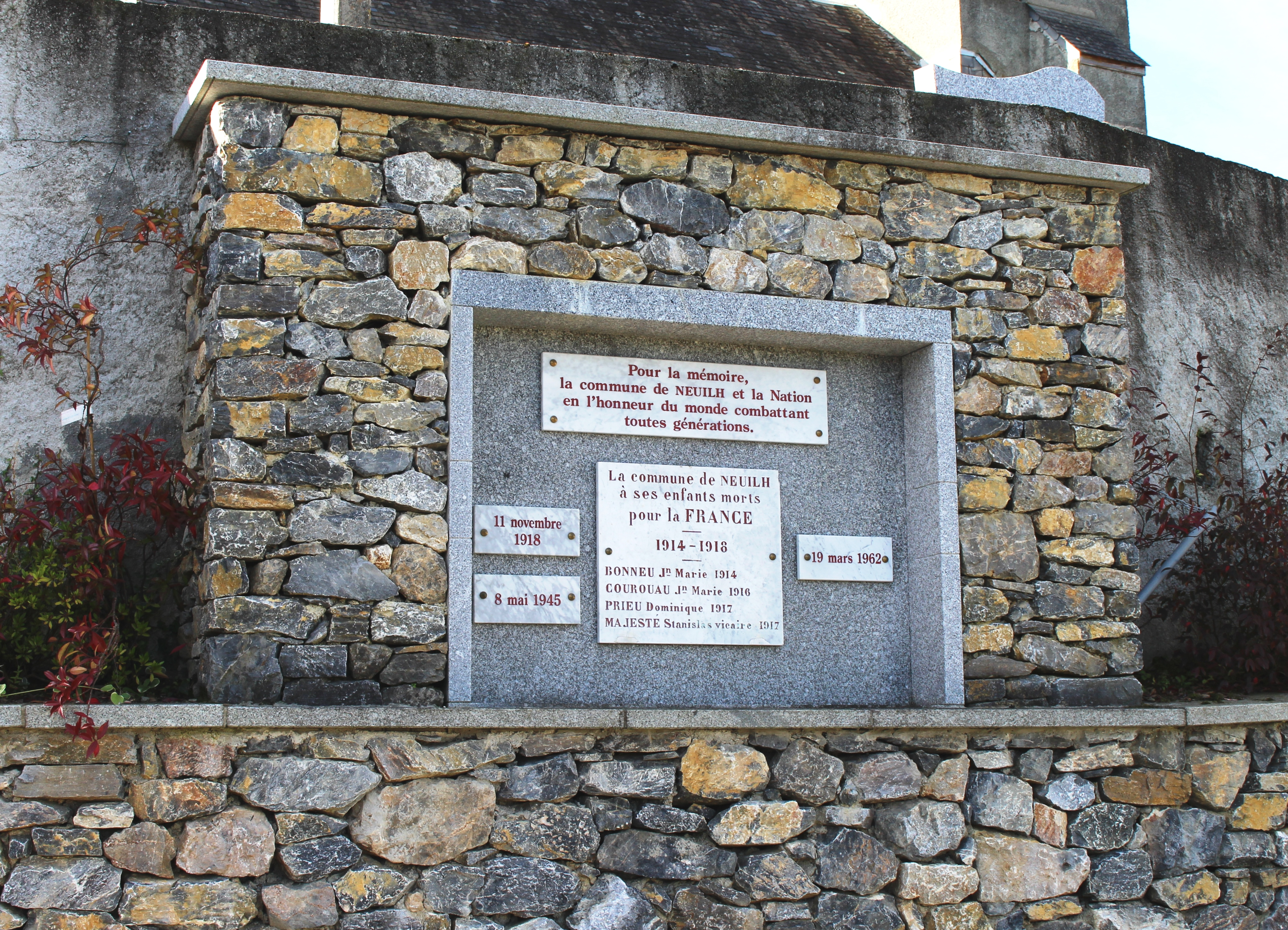
Gefallenendenkmal

- Kirche Saint-Jean
- Reste des Lavoirs
- Gefallenendenkmal

## Wirtschaft und Infrastruktur
In Neuilh dominiert die Landwirtschaft. In der Gemeinde sind sechs Viehzuchtbetriebe ansässig (Rinder, Schafe und Ziegen).
Neuilh ist eine abgelegene Gebirgsgemeinde. Die zehn Kilometer entfernte Stadt Bagnères-de-Bigorre ist ein lokaler Verkehrsknoten am Nordrand der Pyrenäen.

## Belege
1. ↑  „Dictionnaire toponymique des communes des Hautes-Pyrénées, Tarbes, Conseil Général des Hautes-Pyrénées, 2000“ (Toponymisches Wörterbuch der Gemeinden der Hautes-Pyrénées) von  Michel Grosclaude und Jean-Francois Le Nail (ISBN 2-9514810-1-2)
2. ↑  Neuilh auf cassini.ehess
3. ↑  Neuilh auf INSEE
4. ↑  Landwirtschaftsbetriebe auf annuaire-mairie.fr (französisch)